# Дивовижні пригоди мишкетерів
«Дивовижні пригоди мишкетерів» (рум. Uimitoarele aventuri ale muşchetarilor) — повнометражний мультиплікаційний фільм тривалістю 83 хвилини. Випущений румунською студією Animafilm у 1987 році в Бухаресті. У СРСР прем'єра відбулася приблизно наприкінці 1989 року.
Цей мультфільм є одним із небагатьох у світі, де використовується слово «мишкетер».
Мяу-леді та кардинал Мішельє (озвучка: Дем Редулеску) доповнюапа склад персонажів мультсеріалу. Інші голоси належать актрисам Родіці Тапалаге та Анді Келугаряну.

## Сюжет
Сюжет розгортається у світі, де живуть антропоморфні миші, коти, та собаки. Розповідає про унікальне побачення, повне гумору та ніжності, з божевільними жартами та блискучими репліками — персонажів знаменитого пригодницького роману про мушкетерів. Мультфільм був популярним у СРСР наприкінці 1980-х років. Анотація до книги Александра Дюма «Д'Артаньян і три мушкетери»

## Персонажі
Миші
Д'Артаньян та мишкетери
Коти
Кардинал, Рошфор та сторожа
Собаки
Пуфік